# Sassonia-Coburgo-Saalfeld
Il Ducato di Sassonia-Coburgo-Saalfeld fu un ducato tedesco retto della dinastia ernestina della Sassonia, con capitale la città di Coburgo.

## Storia

### I Sassonia-Saalfeld  (1680-1735)
Come molti altri ducati tedeschi nei territori della Sassonia, anche quello di Sassonia-Coburgo-Saalfeld ricadde sotto l'amministrazione della linea ernestina dei Sassonia-Gotha, originatasi da Ernesto I di Sassonia-Gotha-Altenburg. Egli divise infatti i propri domini in numerosi ducati e li assegnò ai propri figli come segue:
1. Federico I (1646-1691) ereditò il Ducato di Sassonia-Gotha-Altenburg
2. Alberto (1648-1699) ereditò il Ducato di Sassonia-Coburgo
3. Bernardo I (1649-1706) ereditò il Ducato di Sassonia-Meiningen
4. Enrico (1650-1710) ereditò il Ducato di Sassonia-Römhild
5. Cristiano (1653-1707) ereditò il Ducato di Sassonia-Eisenberg
6. Ernesto (1655-1715) ereditò il Ducato di Sassonia-Hildburghausen
7. Giovanni Ernesto (1658-1729) ereditò il Ducato di Sassonia-Saalfeld.

Nei possedimenti della casata rientrava anche Saalfeld che fu capitale del Ducato di Sassonia-Coburgo-Saalfeld dal 1680 sino al 1735.

### I Sassonia-Coburgo-Saalfeld (1735-1826)
Alla morte del Duca Giovanni Ernesto nel 1729 divennero reggenti i suoi figli Cristiano Ernesto e Francesco Giosea, dividendo il Ducato in due distretti. Cristiano Ernesto creò la propria capitale a Saalfeld, Francesco Giosea la stabilì invece a Coburgo. Nel 1735 il territorio prese il nome di Ducato di Sassonia-Coburgo-Saalfeld e come tale anche la casata mutò il proprio nome.
Nel 1826, all'estinzione della casata, il Ducato di Sassonia-Coburgo-Saalfeld venne compreso entro i territori di un nuovo ducato, retto dal ramo dei Sassonia-Coburgo-Gotha (che a loro volta erano derivati dall'unione dei Ducati di Sassonia-Coburgo e Sassonia-Gotha).

## Ducato di Sassonia-Coburgo-Saalfeld

### Sassonia-Saalfeld (1680-1735)
- 1680-1729 Giovanni Ernesto
- 1729-1735 Cristiano Ernesto reggente con il fratello Francesco Giosea
- 1729-1735 Francesco Giosea, reggente con il fratello Cristiano Ernesto

### Sassonia-Coburgo-Saalfeld (1735-1826)
- 1735-1745 Cristiano Ernesto reggente con il fratello Francesco Giosea
- 1735-1764 Francesco Giosea, reggente con il fratello Cristiano Ernesto
- 1764-1800 Ernesto Federico, figlio di Francesco Giosea
- 1800-1806 Francesco Federico
- 1806-1826 Ernesto I